# Poltrú
La poltrú és una casta de sobrassada més gran i més curada que les altres i que té una forma particular, rodona o una mica en forma de pera. Poltrú, com a nom de budell i d'embotit, coneix variants fonètiques: poltruc, paltruc, paltrot i poltruu (DCVB).
Els ingredients són els mateixos que per a les altres sobrassades, però s'empren budells més gruixats, normalment de l'intestí cec o de la vagina. Només hi ha, per tant, un forat a tancar, que es fa amb un cordó (típicament a retxes blanques i vermelles) amb el qual s'envolta la sobrassada dues vegades, en forma de creu, com per agafar un tortell de diumenge, i després en penja per curar-la.
La diferència més important, a més de la mida i de la forma, és el temps de curació, més llarg. El resultat, per tant, és una sobrassada més vermella, amb un gust més sec i intens.